# C'mon C'mon (film)
C'mon C'mon is een Amerikaanse zwart-wit dramafilm uit 2021, geschreven en geregisseerd door Mike Mills. De hoofdrollen zijn voor Joaquin Phoenix, Gaby Hoffmann, Scoot McNairy, Molly Webster, Jaboukie Young-White en Woody Norman. De film ging in wereldpremière op het 48e Telluride Film Festival op 2 september 2021 en werd op 19 november 2021 uitgebracht in een beperkt aantal bioscopen door A24. De film werd geprezen door critici, met lof voor zijn uitvoeringen, regie en cinematografie.

## Verhaal
Johnny is een radiojournalist die met zijn producers door het land reist en kinderen interviewt over hun leven en hun gedachten over de toekomst. Terwijl hij in Detroit is, belt hij zijn zus Viv; ze hadden elkaar het afgelopen jaar niet meer gesproken sinds hun moeder aan dementie overleden is. Viv vraagt Johnny of hij naar Los Angeles kan komen om op haar negenjarige zoon Jesse te passen, aangezien ze naar Oakland moet reizen om voor haar vervreemde echtgenoot Paul te zorgen die worstelt met een psychische aandoening. Johnny is het daarmee eens, en hij en Jesse smeden snel een band.
Viv heeft moeite om met Paul om te gaan en moet langer dan verwacht in Oakland blijven, terwijl Johnny door zijn partners onder druk wordt gezet om weer aan het werk te gaan. Johnny overtuigt Viv om hem Jesse mee te laten nemen naar New York. Jesse werkt Johnny steeds meer op de zenuwen, en Johnny snauwt Jesse uiteindelijk af, waardoor hij bang wordt; hij verontschuldigt zich later op aandringen van Viv. 
Hij laat Jesse zien hoe hij zijn audioapparatuur moet bedienen en neemt hem meer en meer mee naar interviews met kinderen. Jesse blijft Johnny vragen stellen over zijn persoonlijke leven en zijn relatie met Viv. Er wordt onthuld dat Johnny en Viv ruzie maakten bij het sterfbed van hun moeder over hoe ze voor haar moesten zorgen, en dat Johnny ooit een langdurige relatie had met een vrouw, Louisa genaamd, van wie hij nog steeds houdt.
Jesse krijgt heimwee en verlangt ernaar zijn moeder te zien, terwijl Johnny steeds meer onder druk wordt gezet om weer de baan op te gaan en weer aan het werk te gaan. Johnny koopt een vliegticket terug naar LA voor Jesse, maar onderweg vraagt Jesse om te stoppen en de badkamer te gebruiken. Hij sluit zichzelf op en weigert te vertrekken totdat Johnny toegeeft en hem laat blijven. Johnny neemt Jesse mee naar New Orleans terwijl zijn team doorgaat met het interviewen van kinderen. Jesse begint vragen te stellen over zijn vader en wat er met hem aan de hand is, en spreekt de angst uit dat hij later zelf dezelfde problemen zal krijgen. Johnny verzekert Jesse dat dit niet zal gebeuren, aangezien Viv hem heeft geleerd op een gezondere manier met zijn emoties om te gaan.
Viv belt later en zegt dat Paul de behandeling heeft geaccepteerd en dat het veel beter gaat, en dat de doktoren hem naar huis laten komen. Johnny deelt het goede nieuws met Jesse, die plotseling angstig door een park wegrent. Johnny haalt hem in en vertelt hem dat het oké is om te zeggen dat hij niet gelukkig is; ze schreeuwen samen van frustratie totdat Jesse begint te lachen. Viv vliegt naar New Orleans om Jesse op te halen en terug te brengen naar Los Angeles; Johnny belooft met hen beiden in contact te blijven. Johnny stuurt Jesse later een spraakopname waarin hij alles vertelt wat er tijdens hun reis is gebeurd, zoals Jesse had gevraagd, zodat hij de ervaring niet zou vergeten.

## Cast
- Joaquin Phoenix als Johnny
- Gaby Hoffmann als Viv
- Woody Norman als Jesse
- Scoot McNairy als Paul
- Molly Webster als Roxanne[3]
- Jaboukie Young-White als Fernando[4]